# Orden de la Escama

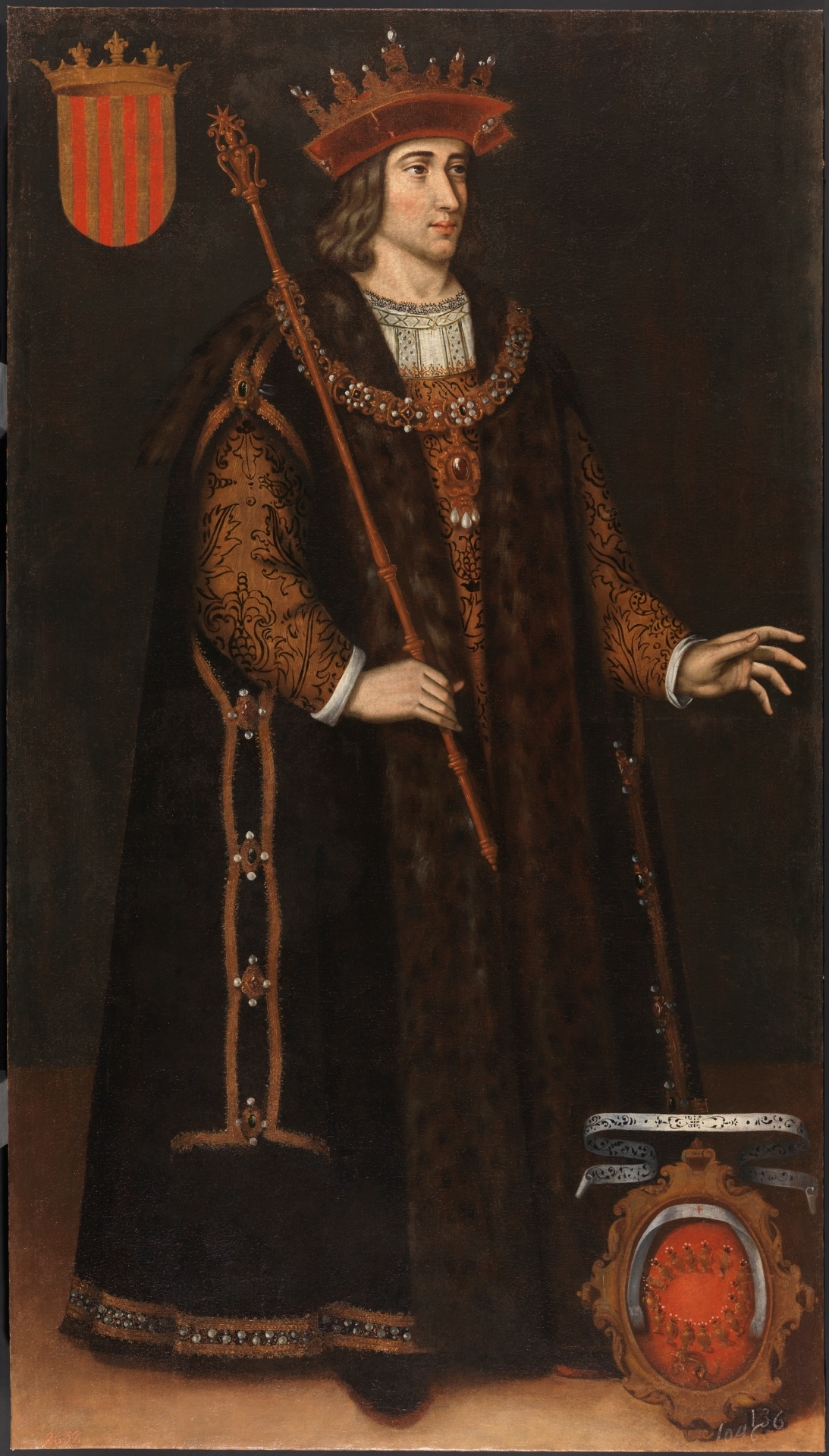
Retrato de Fernando de Antequera, ya como rey de Aragón, a quien la historiografía moderna considera fundador de la orden.

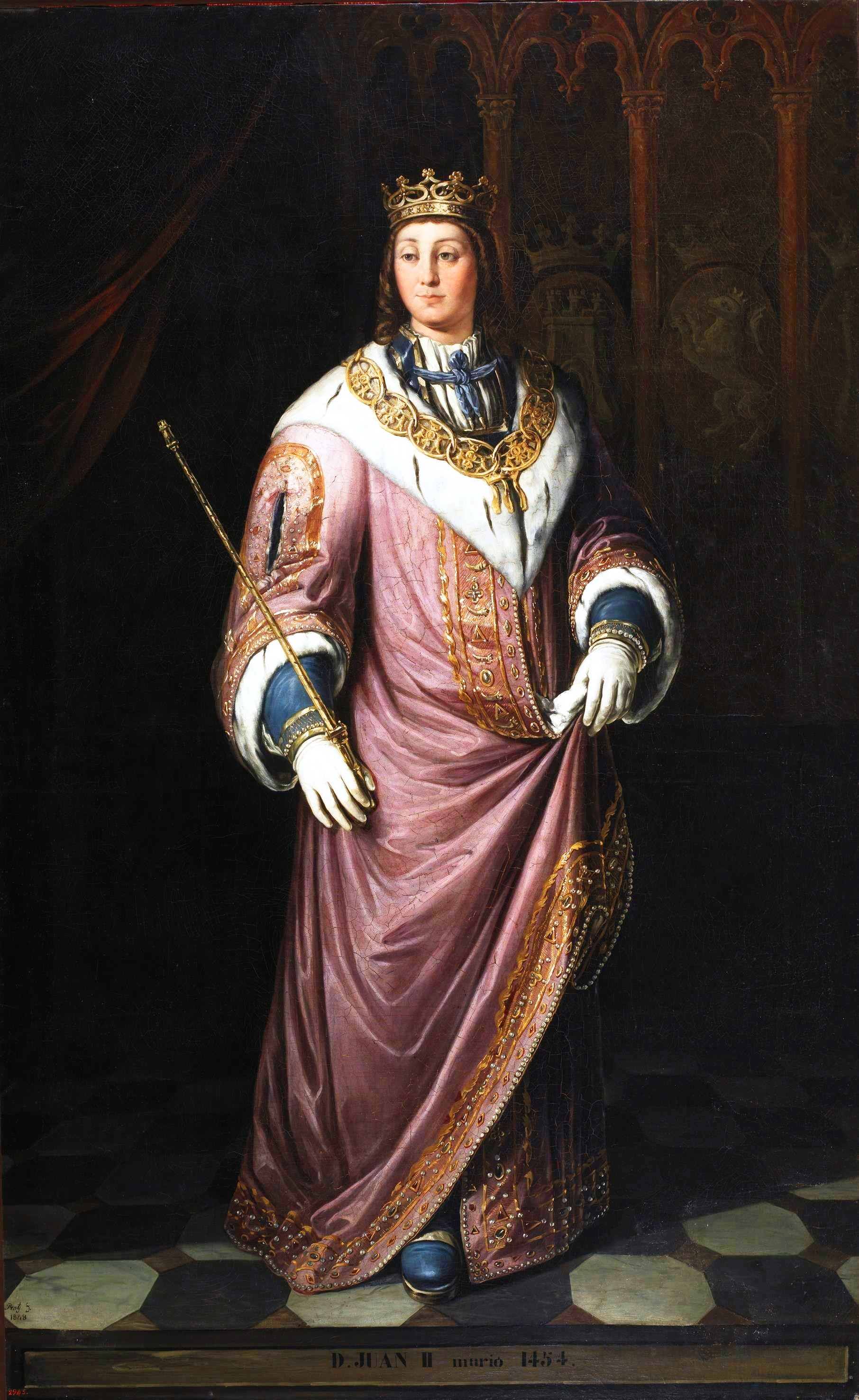
Retrato idealizado de Juan II de Castilla, que utilizó la orden como su divisa.

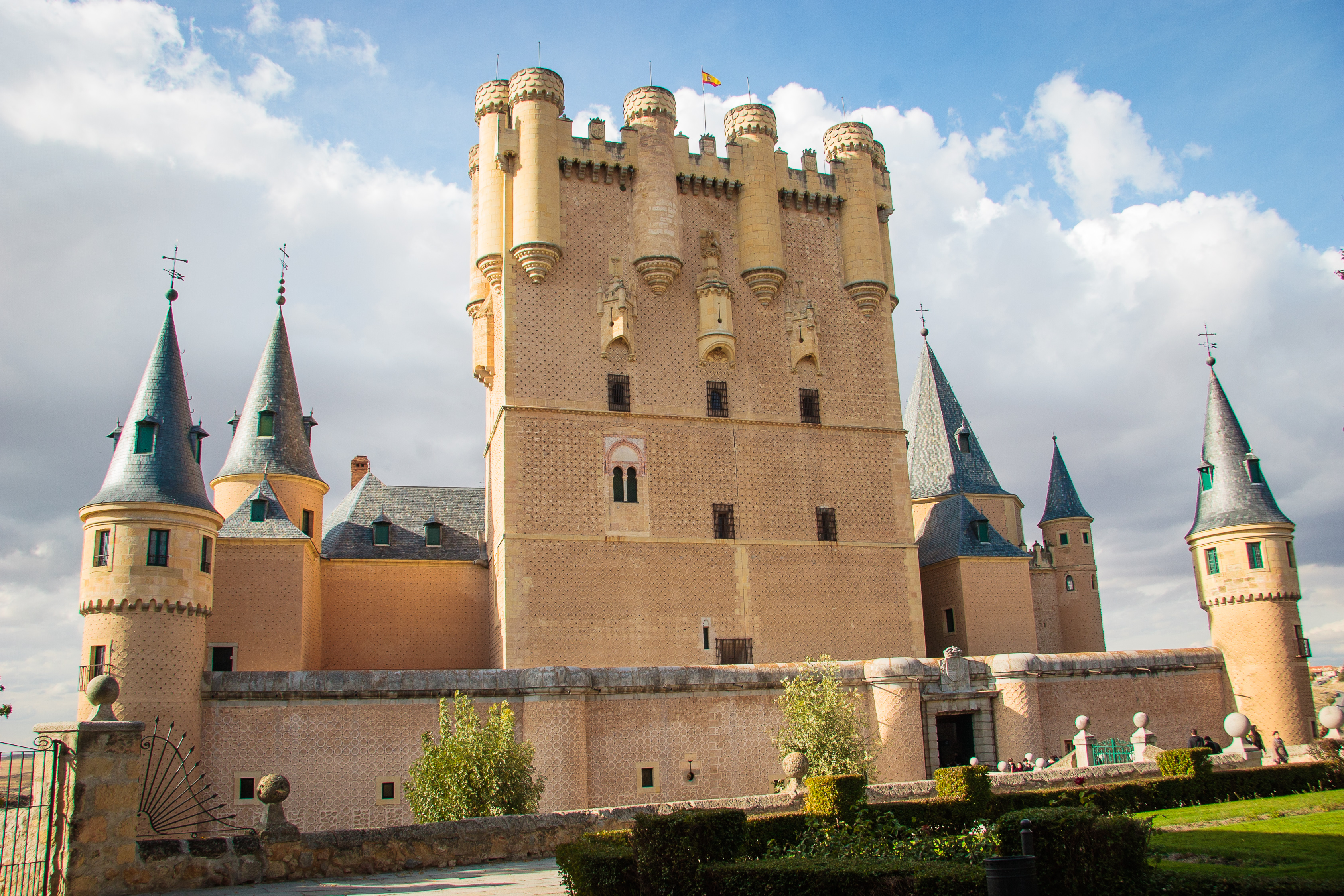
Vista del alcázar de Segovia con la torre de Juan II en primer plano, cuyas torrecillas superiores están forradas de escamas labradas, divisa de la orden, de la que debió de constituir la sede simbólica.

La Orden de la Escama fue una orden militar de la Corona de Castilla que aparece documentada por primera vez en el año 1410, y debió de ser suprimida tras la muerte de Enrique IV de Castilla, pues Isabel la Católica dejó de usarla.
La historiografía moderna considera su fundador a Fernando de Antequera, como regente de Juan II, y sitúa su creación en Segovia entre 1405 y 1410, con la finalidad de servir de guardia personal de Juan II, quien la utilizó como su divisa y orden regia, proporcionándole gran prestigio caballeresco durante su reinado. Además, tuvo como objetivo la unión dinástica de la Casa de Trastámara y dar un reconocimiento a los hombres más fieles del príncipe, y su núcleo principal estaba integrado por los antiguos caballeros de la Orden de la Banda, el cuerpo de los donceles, hijos de nobles que se criaban junto a él y recibían formación por parte del alcaide de los Donceles.
Su nombre hace referencia a la escama, posiblemente de dragón, que habría sido influida por la condición de aragonés de su fundador, de cuyo reino es patrón San Jorge, a quien la leyenda le atribuye haber dado muerte a este animal.

## Historia

### Antiguas hipótesis
Durante los siglos XVI y XVII se consideraba como fundador a Juan II de Castilla, pero el debate sobre su creación por parte de Alfonso XI de Castilla comenzó en los siglos XVIII y XIX, introduciendo la hipótesis de que habría sido fundada por este segundo monarca en 1318, quien habría entregado algunas encomiendas y establecido sus estatutos y preceptos, teniendo como fines la defensa del Reino de Castilla contra los musulmanes, preservar la fe católica hasta la muerte y obedecer a su maestre. Otros plantean la posibilidad de que fuese fundada dos años antes, en 1316 por el infante Pedro de Castilla, como regente del rey niño. También se llega a considerar que fuese fundada por Alfonso XI en 1318 con la idea de perseguir a los bandoleros, y que posteriormente Juan II le diese nuevos estatutos.
Algunas fuentes decimonónicas indican como fecha de creación por parte de Juan II, el año de 1420, y sostienen que se llevó a cabo con el fin de atraer los ánimos de los nobles y excitar a sus súbditos a la defensa de sus estados, dando por estatuto la defensa del reino. El historiador del siglo XVII José Micheli Márquez sostiene que fue fundada por Juan II, profesando morir por la fe católica, ampararla, defender el reino contra los musulmanes y obedecer a su maestre, argumentos atribuidos en el siglo XVIII por otros historiadores a Alfonso XI para defender su fundación.

### Investigaciones modernas
La historiografía moderna ubica su origen a principios del siglo XV, y considera que debió de aparecer entre el 6 de marzo de 1405, fecha de nacimiento de Juan II, y el 4 de diciembre de 1410, cuando se tiene la primera referencia documental de la orden, en una carta de Fernando de Antequera fechada en Sevilla y dirigida a todas las ciudades del reino, en la que como regente, prohibió el uso de las divisas reales sin disponer de privilegio, porque «se atreven a traer e traen en sus paños e vestiduras bandas e la mi devisa del collar del Escama», haciendo referencia también al collar de san Francisco, a la Orden de la Banda, a la divisa de doña Catalina y a la Orden de la Jarra.
Debió de surgir en Segovia, como guardia personal del propio Juan II ante el ambiente de inseguridad, y en aquella ciudad la orden tenía un capítulo, en ella se fabricaron y concedieron sus collares y se acuñaron las monedas que llevaban grabada la divisa. Además, el alcázar de Segovia debió de convertirse en sede simbólica de la orden, y conserva molduras de escamas en la Torre Nueva, levantada durante el reinado de Juan II.
Micheli Márquez asegura que en 1420 la orden era tan célebre, que no había noble del reino que no fuese caballero y no gozase renta de encomienda, y que aunque se desconoce si recibió la aprobación pontificia, Juan II debió de otorgarle privilegios, pues sus caballeros se situaban en primer lugar en todas las salidas reales. Su ceremonial era similar al de la Orden de Calatrava. Con el regreso a la corte de Álvaro de Luna en 1428, y su interés por expulsar a los infantes aragoneses, intentó sustituir la orden mediante la restauración de la antigua orden de la Banda, y creando como nueva insignia regia el Ristre, grabándolo en todo tipo de objetos y edificios, aunque la Escama continuó concediéndose a diversos caballeros, y recuperó su esplendor a partir de 1450, especialmente tras la ejecución de Luna en 1453, aunque en 1441 uno de los heraldos regios portaba el título de Escama.
El día de San Jorge de 1453, Juan II llegó a una concordia de paz con Alfonso V de Aragón, por la cual intercambiaron sus divisas. El rey castellano, su mujer Isabel de Portugal, sus hijos los infantes Isabel (futura Isabel la Católica) y Alfonso, y doce caballeros del reino elegidos por el monarca, llevarían la divisa del rey de Aragón, la Orden de la Jarra, los días de Nuestra Señora y los sábados; por su parte los aragoneses llevarían las divisas del castellano, la de la Escama y la de la Banda, obligándose a ello el propio Alfonso V con otros doce caballeros, lo que demuestra la importancia que aún mantenía la orden. 
Tras la muerte de Juan II, su hijo Enrique IV de Castilla continuó concediendo el collar, y a su muerte debió de ser suprimida, pues Isabel I de Castilla no la volvió a conceder, quedando olvidada, y tras la llegada a España de la Casa de Austria, que incorporó la Insigne Orden del Toisón de Oro, relegó la de la Escama y la de la Jarra a la historia.

## Insignias y grados
Parece que había varios grados dentro de la orden, a juzgar por las diferentes insignias que se concedían. 
- Collar de oro, que estaba reservado a los caballeros comendadores.[11] Se trataba de una pieza en forma de ancho collar defensivo con textura escamada, compuesto por diversas filas de escamas entretejidas como malla de loriga, a modo de gorjal y como signo de protección.[1][19] Para estas escamas el fundador se habría inspirado en el dragón, animal que según la leyenda mató San Jorge, patrón del Reino de Aragón, del que su fundador era infante, y terminó siendo rey.[4]
- Collar de plata, de igual factura que el anterior, pero en plata, fue dado en 1435 a dos caballeros que acompañaron a Heinpert, barón de Malsse, mariscal supremo del Ducado de Estiria, porque eran escuderos y no caballeros, como lo eran el resto de sus compañeros que recibieron el collar de oro.[24][25]
- Cruz de caballero, que debió ser una cruz roja compuesta de escamas pendiente de un collar, y llevaban otra cruz similar sobre un manto blanco,[17] descrita en otras ocasiones como una cruz paté de gules.[12][13] Otra versión sostiene que era una cruz lisa escamada de gules y hábito blanco,[11][27][18] y el conde de Clonard, asegura que se trataba de una escama de metal que colocaban en el capacete, y llevaban sobre un manto blanco y largo, una cruz de color azul cielo.[16]